# La grande passione (film 1922)
La grande passione è un film del 1922 diretto da Mario Almirante.

## Trama
Maria, orfana di entrambi i genitori vive con lo zio. La sua bellezza suscita però l'invidia delle cugine, che la perseguitano. Per trovare serenità, Maria accetta quindi la richiesta di matrimonio di Carli, un vecchio e ricco vedovo. Non è l'amore, che Maria invece trova in Marcello, cugino di Carli, che la seduce facilmente. Patrizio, un amico, la mette in guardia. Maria, dopo essere stata abbandonata da Marcello, accetta l'amore sincero e disinteressato di Patrizio. Marcello però torna all'assalto per riconquistare la sua ex amante, ma sfidato a duello da Patrizio, rimane ucciso. Carli, nel frattempo, è stato rovinato, anche finanziariamente, da Marcello. Maria comprende che il suo dovere è di stare accanto al marito diventandone la sposa fedele, sacrificando il suo grande amore per Patrizio.

## Produzione
Tratto dal romanzo omonimo del 1920 del giornalista-scrittore, nonché presidente della SIAE, Alessandro Varaldo (1878-1953), il film ottenne il visto censura n. 16940 il 30 aprile 1922.

Una versione restaurata di 86 min. con didascalie spagnole, di proprietà della filmoteca dell'UNAM, è stata presentata al festival il cinema ritrovato di Bologna del 2001.

## Critica

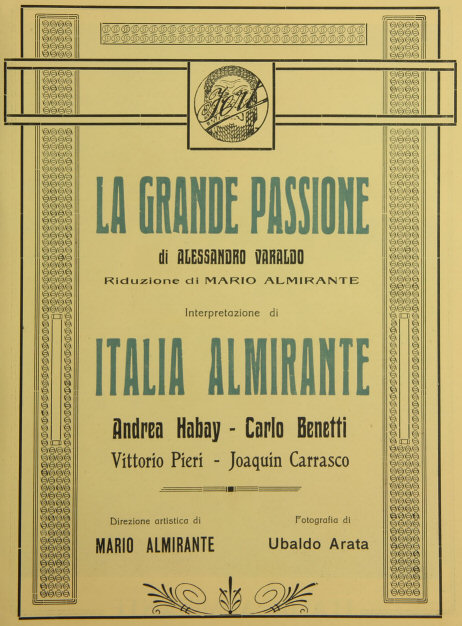
Flano cinematografico su una rivista dell'epoca

M.T.F. in La rivista cinematografica del 25 febbraio 1923: « Un lavoro degno del più grande successo non tanto per la sua esimia e squisita interpretazione quanto per la sua magnifica impostazione e per l'ottimo rendimento ottenuto dalla messinscena. Anzi, a tal riguardo, possiamo anche aggiungere che Mario Almirante è riuscito a dare al lavoro di Alessandro Varaldo quell'austera linea di condotta, che, forse, non avrebbe avuto senza sapiente adattamento, se si pensa che lo schermo è un divoratore terribile di effetti scenici, contro la facile credenza di molti nostri soggettisti inarrivati [...]. Ottima, senza confronti, fu l'interpretazione di Italia Almirante, la cui superiorità non ha certo bisogno di essere rimessa in rilievo [...]. Andrea Habay, a parer nostro, fu forse il meno a posto, dato che sarebbe stato un artista più adatto per parti di controscena che per ruoli diretti, ma con questo non si è smentito però in lui un forte convincimento scenico ed una spiccata adattabilità anche ad interpretazioni passionali ».
Elle. Gi. in La vita cinematografica del 30 gennaio 1923: «[...] La grande passione, come film è un bellissimo lavoro, che si impone all'attenzione del pubblico fin dai suoi primi quadri, e possiede scene madri che, da solo, bastano ad esaltarlo; p.e. la più altamente drammatica e che è la sola veramente umana - quando Maria posa le mani sulle spalle di Patrizio ed ha l'intuizione della tragedia avvenuta:".. tu... tu... hai fatto questo?" - ella balbetta in uno smarrimento fatto di spavento e di amore. - "Si... per te... per liberarti..." - sussurra nell'angoscia l'altro. Nel grido spasmodico della rivelazione, la passione si suggella in un bacio rovente... Ed è in questa scena che Italia Almirante rivela d'essere sempre l'artista eletta nel tormento interiore, la più significativa fra le nostre migliori attrici, per forza di espressione, se non l'unica...».